# Онана, Андре
Андре́ Онана́ Онана́ (фр. André Onana Onana, французское произношение: [ɑ̃dʁe ɔnana]; род. 2 апреля 1996, Нкол Нгок) — камерунский футболист, вратарь английского клуба «Манчестер Юнайтед» и сборной Камеруна.

## Клубная карьера
Андре — воспитанник академии Самюэля Это’о. В 2010 году он перешёл в систему «Барселоны» и выступал в её командах на протяжении пяти лет. В январе 2015 года состоялся переход Андре в амстердамский «Аякс». Вначале он выступал за вторую команду этого клуба в Эрстедивизи, в сезоне 2016/17 голкипер был переведён в первую. Его дебют в высшем дивизионе Нидерландов состоялся 20 августа 2016 года в матче против клуба «Виллем II».
В феврале 2021 года был дисквалифицирован на 12 месяцев за применение допинга. В допинг-пробе Онаны был обнаружен запрещённый препарат фуросемид. В официальном заявлении «Аякса» утверждается, что препарат попал в организм футболиста случайно — он по ошибке принял лекарство жены. В июне по решению Спортивного арбитражного суда срок дисквалификации сократили до 9 месяцев. 24 ноября 2021 года, отбыв дисквалификацию, вернулся на поле в матче против «Бешикташа». Матч завершился победой «Аякса» со счётом 2:1.
1 июля 2022 года перешёл в итальянский клуб «Интернационале», подписав пятилетний контракт. В сезоне 2022/23 помог «чёрно-синим» выиграть Суперкубок Италии и Кубок Италии, а также дойти до финала Лиги чемпионов.
20 июля 2023 года перешёл в английский клуб «Манчестер Юнайтед» за 43 млн фунтов, подписав пятилетний контракт.

## Карьера в сборной
Впервые фамилия Онана появилась в списке игроков сборной к товарищескому матчу против Франции в мае 2016 году. Дебют в основном составе состоялся 6 сентября 2016 года в товарищеском матче против Габона, в котором Андре пропустил гол. Матч завершился победой камерунцев со счётом 2:1.
23 декабря 2022 года объявил о завершении карьеры в национальной сборной. Однако в сентябре 2023 года вернулся в сборную.

## Личная жизнь
У Андре есть двоюродный брат — Фабрис Ондоа. Он тоже футбольный вратарь и также выступал за национальную сборную Камеруна.

## Достижения

### Командные достижения
«Аякс»
- Чемпион Нидерландов (3): 2018/19, 2020/21, 2021/22
- Обладатель Кубка Нидерландов (2): 2018/19, 2020/21
- Обладатель Суперкубка Нидерландов: 2019

«Интернационале»
- Обладатель Кубка Италии: 2022/23
- Обладатель Суперкубка Италии: 2022

«Манчестер Юнайтед»
- Обладатель Кубка Англии: 2023/24[15]

### Личные достижения
- Член символической «сборной сезона» Эредивизи: 2018/19[16]
- Символическая сборная Африки по версии КАФ (3): 2019, 2023, 2024

## Статистика выступлений

### Клубная статистика
Данные приведены по состоянию на 10 апреля 2025 года
| Выступление       | Выступление      | Выступление      | Лига | Лига | Кубки | Кубки | Еврокубки | Еврокубки | Прочие | Прочие | Итого | Итого |
| Клуб              | Лига             | Сезон            | Игры | Голы | Игры  | Голы  | Игры      | Голы      | Игры   | Голы   | Игры  | Голы  |
| ----------------- | ---------------- | ---------------- | ---- | ---- | ----- | ----- | --------- | --------- | ------ | ------ | ----- | ----- |
| Йонг Аякс         | Первый дивизион  | 2014/15          | 13   | −23  | —     | —     | —         | —         | —      | —      | 13    | -23   |
| Йонг Аякс         | Первый дивизион  | 2015/16          | 24   | −41  | —     | —     | —         | —         | —      | —      | 24    | -41   |
| Йонг Аякс         | Первый дивизион  | 2016/17          | 2    | −2   | —     | —     | —         | —         | —      | —      | 2     | -2    |
| Йонг Аякс         | Итого            | Итого            | 39   | −66  | —     | —     | —         | —         | —      | —      | 39    | -66   |
| Аякс              | Эредивизи        | 2016/17          | 32   | −20  | 0     | 0     | 14        | −16       | —      | —      | 46    | -36   |
| Аякс              | Эредивизи        | 2017/18          | 33   | −32  | 1     | −1    | 4         | −7        | —      | —      | 38    | -40   |
| Аякс              | Эредивизи        | 2018/19          | 33   | −28  | 4     | −1    | 18        | −17       | —      | —      | 55    | -46   |
| Аякс              | Эредивизи        | 2019/20          | 24   | −21  | 3     | −5    | 11        | −11       | 1      | 0      | 39    | -37   |
| Аякс              | Эредивизи        | 2020/21          | 20   | −15  | 0     | 0     | 6         | −7        | —      | —      | 26    | -22   |
| Аякс              | Эредивизи        | 2021/22          | 6    | −10  | 2     | 0     | 2         | −2        | —      | —      | 10    | -12   |
| Аякс              | Итого            | Итого            | 148  | −126 | 10    | −7    | 55        | −60       | 1      | 0      | 214   | -193  |
| Интернационале    | Серия А          | 2022/23          | 24   | −24  | 3     | −1    | 13        | −11       | 1      | 0      | 41    | -36   |
| Интернационале    | Итого            | Итого            | 24   | −24  | 3     | −1    | 13        | −11       | 1      | 0      | 41    | -36   |
| Манчестер Юнайтед | Премьер-лига     | 2023/24          | 38   | −58  | 7     | −10   | 6         | −15       | 0      | 0      | 51    | -83   |
| Манчестер Юнайтед | Премьер-лига     | 2024/25          | 31   | −41  | 2     | -2    | 9         | −12       | 1      | −1     | 43    | -56   |
| Манчестер Юнайтед | Итого            | Итого            | 69   | −99  | 9     | −12   | 15        | −27       | 1      | −1     | 94    | -139  |
| Всего за карьеру  | Всего за карьеру | Всего за карьеру | 280  | −315 | 22    | −20   | 83        | −98       | 3      | −1     | 388   | -434  |

### Статистика за сборную
| Сборная          | Год   | Игры | Голы |
| ---------------- | ----- | ---- | ---- |
| Сборная Камеруна | 2016  | 1    | 0    |
| Сборная Камеруна | 2017  | 1    | 0    |
| Сборная Камеруна | 2018  | 6    | 0    |
| Сборная Камеруна | 2019  | 8    | 0    |
| Сборная Камеруна | 2020  | 2    | 0    |
| Сборная Камеруна | 2021  | 2    | 0    |
| Сборная Камеруна | 2022  | 14   | 0    |
| Сборная Камеруна | 2023  | 3    | 0    |
| Сборная Камеруна | 2024  | 9    | 0    |
| Итого            | Итого | 46   | 0    |